# Antonio Ugo
Antonio Ugo (Buenos Aires, 1951 - Buenos Aires, 31 de diciembre de 2012) fue un actor de cine, teatro y televisión argentino.

## Biografía
Ugo se formó en la Escuela Nacional de Arte Dramático. Desde 1971 fue parte del elenco estable del Teatro General San Martín (hasta la disolución del mismo, en 1989). Participó en películas como Nueve reinas y Sotto voce. Sus trabajos en televisión incluyen series como RR DT, Vulnerables y Primicias.
Su última participación fue en la película Tesis sobre un homicidio.
En 1999 ganó un premio Trinidad Guevara como actor de reparto en comedia, y en 2005 un premio Florencio Sánchez como actor de reparto, por su papel en la obra La novia de los forasteros.
Antonio Ugo murió a los 61 años el 31 de diciembre de 2012, luego de luchar contra el cáncer.
Fue sepultado el 2 de enero de 2013 en el panteón de actores del cementerio de la Chacarita.

## Filmografía[1]
Actor
- 1981: Cosa de locos.
- 1983: Los enemigos, como camarógrafo
- 1987: A dos aguas.
- 1995: Niños envueltos (cortometraje).
- 1996: Sotto voce, como Ordóñez
- 1999: Tesoro mío.
- 1999: El fueye (cortometraje).
- 2000: Nueve reinas, como D'Agostino
- 2000: Animalada
- 2001: Antigua vida mía.
- 2002: Nowhere, como Moren
- 2003: Cautiva, como Jorge Macías, Tuco
- 2005: Tatuado, como Gaucho
- 2005: Tiempo de valientes, como Cardinalli
- 2008: Impunidad, como abogado
- 2008: Vecinos, como Falcone
- 2010: La revolución es un sueño eterno.
- 2010: El agua del fin del mundo, como don Armando
- 2012: Tesis sobre un homicidio (con Ricardo Darín y Calu Rivero), como Mario Passalaqua

## Televisión[6]
- 1992: Zona de riesgo
- 1993: Canto rodado, escuela de arte
- 1992: Los machos, como Miguel
- 1995: La hermana mayor
- 1995: Poliladron
- 1997: RRDT, como Atilio
- 1998: La condena de Gabriel Doyle, como flautista
- 1999: Vulnerables, como Clemente
- 2000: Primicias, como Arias
- 2001: Campeones de la vida, como Pepo
- 2002: Máximo corazón, como Festino Robledo
- 2003: Soy gitano, como Juan Gaitan
- 2004: Epitafios, como veterano
- 2005: Botines,
- 2007: Mujeres de nadie, como Leopoldo
- 2011: Tiberio Mitri: Il campione e la miss (película italiana para televisión), como el mafioso Franky Carbo.
- 2013: Historia clínica

## Teatro[7]
Director
- Fuego de noche
- Saverio el Cruel
- Arlt, mánager de locos

Actor
- El cuento de la mujer del alergista
- Con tinta y con sangre
- Julio César
- Agosto: condado Osage
- A propósito de la duda
- Pepino el 88
- Chúmbale
- La dama boba
- Saverio el Cruel
- El amor, dirigida por Cristina Banegas, años 1990 de Sergio Bizzio y Daniel Guebel, con Luis Ziembrowsky y Antonio Ugo (pareja gay) y el Puma Goity.[8]
- Olivo
- Par’ Elisa
- La gata sobre el tejado de zinc caliente
- La valija
- El evangelio según Dario Fo
- Relojero
- 2005: La isla del fin del siglo de Alejandro Finzi, dirigida por Luciano Cáceres, protagonizada por Ugo como Charles Darwin.[9]
- Antígona
- La novia de los forasteros, de Pedro E. Pico con la dirección de Rubens Correa, en el teatro Regio[4]
- El organito
- Cyrano de Bergerac
- Seda
- Postal de vuelo
- El cuidador
- La granada, de Rodolfo Walsh, con Patricio Contreras y Horacio Roca[10]
- El himno
- Eleonora y el gángster
- Ojos traidores
- Esclava del alma
- A propósito de la duda
- Luces de bohemia
- Seis personajes en busca de autor
- El movimiento continuo
- Florita, la niña perseguida
- El burlador de Sevilla
- Botánico
- Delirio de grandezas
- Acordate de la Francisca
- Pericones
- El sillico de alivio o El retrete real
- El círculo
- Viana
- Subterráneo Buenos Aires
- Don Gil de las calzas verdes
- El casamiento de Laucha
- El burgués, gentilhombre
- El casamiento
- El inspector
- Algas para tu cuello
- Mirandolina